# Jordán Károly (matematikus)
Jordán Károly (Pest, 1871. december 16. – Budapest, 1959. december 24.) magyar matematikus, egyetemi tanár, az MTA tagja, hegymászó, barlangkutató.

## Pályája
Jordán Károly Ferenc bőrgyártulajdonos és Wesztermayer Leopoldina gyermekeként született tekintélyes polgári családban. Középiskolai tanulmányait Budapesten, egyetemi tanulmányait Párizsban, Zürichben, Manchesterben és Genfben végezte. Zürichben 1893-ban vegyészmérnöki oklevelet szerzett. A genfi egyetemen tanársegédként kezdett dolgozni. Ott lett magántanár és kémiai doktor 1896-ban. 1898-as hazajövetele után a Budapesti Tudományegyetemen tanult matematikát, csillagászatot és földrengéstant. 1906-ban a Földrengés Számláló Intézet igazgatója lett, amely tisztséget 1913-ig töltötte be. Ezután mint meteorológus dolgozott. 1920-tól a közgazdasági egyetemen tanított 1950-ig, amikor a műszaki egyetem tanára lett. Rendes tanár 1940-ben lett. 1947-ben lett akadémiai levelező tag. 1957-ben Kossuth-díjat kapott. 1959. július 7-én elhunyt felesége, Lavallée Márta, s néhány hónappal később Jordán Károly is követte; csaknem kilencven évet élt.

## Tudományos eredményei
Ő volt az első hazai kutató, aki önálló eredményeket ért el a valószínűségszámításban és a matematikai statisztikában.
Ezt 80 kiemelkedő munkája dokumentálja.

## A hegymászó
A hegymászással genfi évei alatt kezdett el foglalkozni, majd hazatérése után jelentős eredményeket ért el a Magas-Tátra csúcsainak meghódításában. 1899. június 29-én a francia Lavallée Mártával, későbbi feleségével elsőként mászta meg az Omladék-völgy egyik legszebb csúcsát, amelyet azóta neveznek Márta-csúcsnak (Zlobova, 2433 méter).
1900. július 6-án a szepesi Öt-tótól indulva többszöri próbálkozás eredményeként utat nyitott a Lomnici-csúcsra. A bejárt útvonalat azóta Jordán-útnak nevezik. Ugyancsak nevét viseli a Fecske-toronytól a Lomnici-csúcsig húzódó gerinc középső hegyes tornya (Jordán-csúcs, Posladná veža), a mellette levő gerincnyiladék (Jordán-rés) és egy kis sziklaorom, a Jordán-torony. 1905-ben a Nagy-Békás-csúcsot hódította meg. Elsőként mászta meg télen a Tátra-csúcsot 1903-ban, a Közép-ormot 1904-ben és a Gerlachfalvi-csúcsot 1905-ben.
Szerteágazó érdeklődésére jellemző, hogy foglalkozott azzal a kérdéssel is, látható-e Dobogó-kőről a Magas-Tátra. Kimutatta, hogy Dobogókőről nézve a Tátra a mértani látóhatár alá esik, így csak látóhatár-tágulás esetén (különleges meteorológiai állapot idején) válhat láthatóvá. A kerékpáros túrázást is kedvelte. Egyetemi évei alatt bejárta Nyugat-Európát. Spanyolországtól Skandináviáig 32 000 km-t kerékpározott. Turistasággal és hegymászással kapcsolatos írásai elsősorban a Turisták Lapjában jelentek meg.

## A barlangkutató
1902-ben vezetésével indult a pál-völgyi kőfejtő akkor ismert három barlangjának a kutatása. Jelentős része volt az 1904-ben megtalált Pál-völgyi-barlang bejárásában, éveken át ő irányította a feltáró munkákat. Nevét viseli a barlang egy nehéz szakasza, a Jordán-fal. Ő ereszkedett le először a Bekey-barlangba, amelynek egyik neve Jordán-barlang. 1904-ben bejárta és feltérképezte az alig két éve feltárt Tapolcai-tavasbarlangot. 1904-ben maga készítette összecsukható csónak segítségével a Zichy-barlang taván hatolt át. 1907-ben felmérte a Hévízi-tavat, és elsőként ismerte fel, hogy a forráskráterben egy barlang található. 1911-ben expedíciót szervezett az Alsó-hegy zsombolyainak bejárására, melynek során 12 függőleges aknát mértek fel és írtak le. A három legmélyebb üregbe, közöttük a Vecsembükki-zsomboly aljára, a felszerelés hiányosságai miatt nem jutottak le, ezek mélységét mérőszalaggal határozták meg. Az említetteken kívül számos, főként technikai nehézségek miatt feltáratlan barlang első bejárását végezte el.
Részt vett a magyar barlangkutatás első tudományos szervezetének, a Barlangkutató Bizottságnak megszervezésében, melynek kezdetben alelnöke volt.

## Társulati tisztségei, tagságai
- A Bolyai János Matematikai Társulat díszelnöke
- A Magyar Geofizikusok Egyesülete tiszteletbeli tagja
- A Magyar Meteorológiai Társaság tiszteletbeli tagja
- Magyar Turista Egyesület választmányának tagja
- A Budapesti Egyetemi Turista Egyesület alapító tagja
- A Magyarhoni Földtani Társulat Barlangkutató Bizottságának alelnöke
- A Magyarhoni Földtani Társulat Barlangkutató Szakosztály örökítő tagja
- Számos külföldi tudományos társaság tiszteleti, vezetőségi és rendes tagja

## Díjai, elismerései
- Kőnig Gyula-díj (1928, Eötvös Loránd Matematikai és Fizikai Társulat)
- Magyar Népköztársasági Érdemrend V. fokozata (1951. április 4.)
- Kossuth-díj (1956)

## Főbb művei
- A valószinűség a tudományban és az életben (1921)
- On probability (Physico-Mathematical Society of Japan, 1925)
- Matematikai statisztika (Budapest és Párizs, 1927)
- Sur un cas généralisé de la probabilité des épreuves répétées (Acta Sci. Mathem. Szeged, 1927)
- A valószínűségszámítás alapfogalmai (Mathematikai és Fizikai Lapok, Budapest, 1928)
- Véletlen valószínűség és természeti törvény (Budapest, 1929)
- Kapitalizmus, szocializmus, kommunizmus és a világválság a tudomány megvilágításában (1932)
- Le théorème de probabilité de Poincaré généralisé au cas de plusierus variables indépendantes (Acta Sci. Mathem. Szeged, 1934)
- Complétement au théorème de Simmons sur la probabilité (Acta Sci. Mathem. Szeged, 1946)
- Elliptikus függvények és alkalmazásuk (1950)
- Fejezetek a klasszikus valószínűségszámításból (Budapest, 1956)
- Hétjegyű logaritmustábla (Budapest, 1961)